# Cuco Valoy
Cuco Valoy, alias El Brujo (Santo Domingo, 6 gennaio 1937), è un cantante dominicano.
Ha iniziato la sua carriera nel gruppo Los Ahijados con il suo fratello Martín. Nel 1975 ha formato Los Virtuosos (o La Tribu) e lui è il padre del cantante Ramón Orlando.

## Compilation
- 1993: Bien Sobao/Y Lo Virtuoso ( Kubaney)
- 1993: Lo Mejor de Cuco Valoy (Kubaney)
- 1993: Lo Mejor de Cuco Valoy, Vol. 2 (Kubaney)
- 1995: Época de Oro (Kubaney)
- 1996: Disco de Oro (Kubaney)
- 2003: Gold (Edenways)
- 2004: Intacto (Kubaney)
- 2004: Grandes Soneros de la Época
- 2007: Sonero y Valor
- 2008: Reserva Musical
- 2009: La Piedra